# Cerro Gordo, Cañada Morelos
Cerro Gordo är en ort i Mexiko.   Den ligger i kommunen Cañada Morelos och delstaten Puebla, i den sydöstra delen av landet, 200 km öster om huvudstaden Mexico City. Cerro Gordo ligger 2 382 meter över havet och antalet invånare är 531.
Terrängen runt Cerro Gordo är huvudsakligen kuperad, men österut är den bergig. Terrängen runt Cerro Gordo sluttar söderut. Runt Cerro Gordo är det ganska tätbefolkat, med 179 invånare per kvadratkilometer. Närmaste större samhälle är Morelos Cañada, 2,8 km väster om Cerro Gordo. I omgivningarna runt Cerro Gordo växer huvudsakligen savannskog.